# Muntele Ellsworth
Mount Ellsworth este un munte cu altitudinea de 2.925 m deasupra n.m. El este cel mai înalt munte între ghețarii Amundsen și Seagall. Mount Ellsworth face parte din masivul Regina-Maud din Antarctica. Muntele a fost descoperit în anul 1929 în timpul unui zbor cu avionul, de exploratorul polar american Richard Evelyn Byrd, el a denumit muntele după cercetorul polar american „Lincoln Ellsworth” (1880-1951).  El este situat pe teritoriul pretins în anul 1940 de statul Chile.